# 方廷格林 (伊利諾伊州)
方廷格林（英語：Fountain Green）是位於美國伊利諾伊州漢考克縣的一個非建制地區。該地的面積和人口皆未知。

## 地理
方廷格林的座標為40°28′33″N 90°58′09″W / 40.47583°N 90.96917°W，而該地的平均海拔高度為208米（即682英尺）。